# 勒亞維納山
46°23′31″N 13°52′57″E / 46.39206°N 13.88243°E

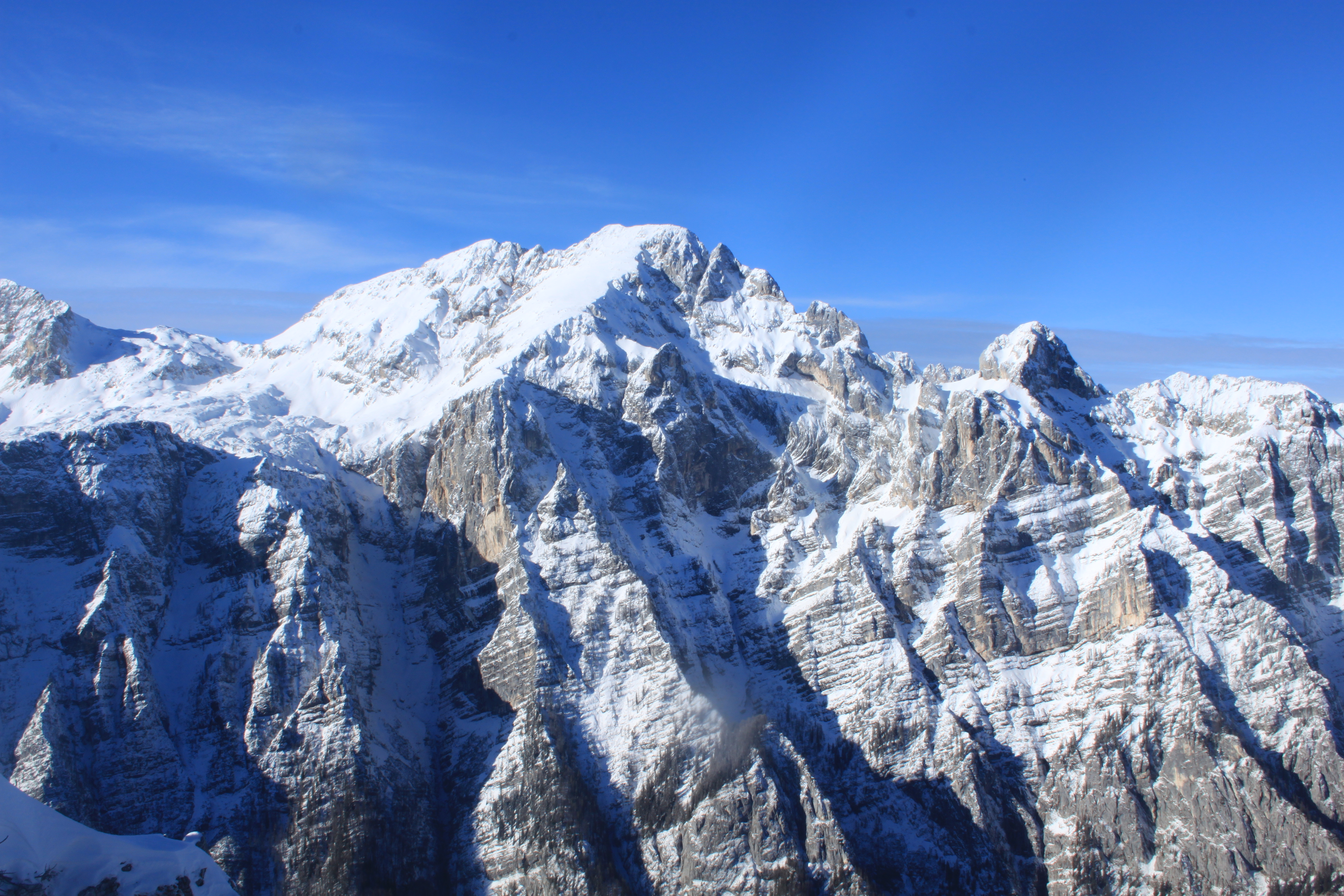

勒亞維納山，是斯洛文尼亞的山峰，位於該國西北部，由上卡尼奧拉負責管轄，屬於朱利安阿爾卑斯山脈的一部分，海拔高度2,532米。